# بركة الجميمة
'نص غليظ'
بركة الجميمة (الجريسي) هي عبارة عن بركة ماء قديمة تقع في منطقة الحدود الشمالية في السعودية. وهي من المعالم الأثرية لدرب زبيدة التاريخي. تقع على بعد 10 كيلومترات شرق رفحاء. يحتوي الموقع بركة ماء ووحدات معمارية. وتعتبر البركة من أهم معالم المواقع.

## الأهمية
كانت البركة عبارة عن محطة لتزويد الماء على الطريق إلى مكة. ويعود تاريخ الموقع إلى القرن 10. وهي جزء من درب زبيدة (طريق الحج من الكوفة إلى مكة).

## التاريخ
يعود بناء البركة إلى العصر العباسي وبالتحديد في عهد هارون الرشيد عندما أمرت زوجته زبيدة بنت جعفر بن أبو جعفر المنصور الهاشمية ببناء درب للحجاج أطلق عليه درب زبيدة.[بحاجة لمصدر]

## الوصف
بركة مربعة الشكل لها دعام أسطوانية، قطرها 29.4 سم حسب تقرير المسح الأثري، ولها جداران أحدهما داخلي سمكه 60 سم والآخر خارجي سمكه 90 سم، وتضم بئراً قطره 120 سم يحتوي على ماء بعمق 3 م. يوجد درج في جدراها الشرقي يتكون من 13 درجة، يوجد بها مصفاة، ومدخل للماء في الجهة المقابلة للدرج في الجدار الغربي. بُنيت بطريقة فريدة من نوعها وما زالت تحتفظ بمعالمها. وصفها ياقوت الحموي في معجم البلدان بقوله: «الجُرَيسي: موضع بين القاع وزُبالة في طريق مكة على ميلين من الهيثم لقاصد مكة فيه بركة وقصر خراب وبينه وبين زُبالة أحد عشر ميلاً».
يوجد هضاب بجانب البركة ما زالت تحتفظ بالاسم القديم بركة الجريسي نسبة إلى بني جريس من أسد، حيث كانوا يسكنون تلك المنطقة في قرن 3 هـ.

## الموقع
يوجد بالقرب من البركة بئر ماء محفور في الصخر، قطر فوهته حوالي مترين. كما يوجد في الموقع مباني، منها مبني مربع الشكل، يبلغ عدد غرفه إلي إحدي عشر غرفة، وبها فناء.